# Perun (Name)
Perun (kyrillisch: Перун) ist ein männlicher Vorname, der überwiegend bei Serben verbreitet ist.

## Herkunft
Perun ist der oberste Gott der slawischen Mythologie. Er ist der Gott des Gewitters, des Donners und der Blitze.

## Bedeutung
Der Name leitet sich aus der Wurzel per- (schlagen) und der verstärkenden Endung -un ab und bedeutet demnach „Der stark Schlagende“.

## Bekannte Namensträger
Als Nachname:
- Nenad Peruničić, ist ein montenegrinisch-deutscher Handballspieler.